# Milan Vidmar junior
Milan Vidmar (* 16. Dezember 1909 in Weiz, Österreich-Ungarn; † 10. November 1980 in Ljubljana (Laibach), Jugoslawien) war ein jugoslawischer Elektroingenieur und Schachspieler. Er war Sohn des gleichnamigen Schachgroßmeisters Milan Vidmar (1885–1962).
Im Jahr 1938 belegte er den 9.–10. Platz beim Turnier in Ljubljana (Boris Kostić gewann, Vater Milan Vidmar senior erreichte den geteilten 5. Platz). Im Jahre 1942 teilte er den 1. Platz mit Efim Bogoljubow in Cottbus. 
Er teilte den 2. bis 3. Platz mit seinem Vater, hinter Svetozar Gligorić, beim Turnier in Ljubljana 1945/46, wurde 6. in Karlsbad/Marienbad im Jahr 1948 (es gewann Jan Foltys), teilte den 8. Platz in Wien 1951 beim 4. Schlechter Memorial (es gewann Moshe Czerniak) und wurde 10. in Opatija 1953 (Gewinner Aleksandar Matanović).
Vidmar jr. spielte für Jugoslawien am ersten Reservebrett (+4 =2 −0) bei der 9. Schacholympiade in Dubrovnik 1950. Seine Mannschaft gewann die Goldmedaille.
Der Titel Internationaler Meister wurde ihm im Jahr 1950 verliehen.